# Empalme Villa Constitución-Barrio Mitre
Se denomina Empalme Villa Constitución - Barrio Mitre a la aglomeración urbana que se extiende entre las localidades argentinas de Empalme Villa Constitución y Barrio Mitre dentro del departamento Constitución, provincia de Santa Fe en las coordenadas 33°15′40″S 60°22′50″O / -33.26111, -60.38056.

## Población
Considerado como una aglomeración urbana por el INDEC desde el censo de 2001, cuenta según los resultados del censo 2010 con 7.057 habitantes, lo que representa un incremento poblacional del 12,61%.
En el anterior censo contaba con 6.267 habitantes.
| Componente                 | Departamento | Comuna                     | Censo 2010 | Censo 2001 | Censo 1991 |
| -------------------------- | ------------ | -------------------------- | ---------- | ---------- | ---------- |
| Empalme Villa Constitución | Constitución | Empalme Villa Constitución | 6.241      | 5.723      | 5.156      |
| Barrio Mitre               | Constitución | Pavón                      | 816        | 544        | 324        |
| Total                      |              |                            | 7.057      | 6.267      | 5.480      |